# Església del Pilar de la Mola
L'església del Pilar de la Mola és una església situada a El Pilar de la Mola, una de les parròquies de l'illa de Formentera, i dedicada a la Mare de Déu del Pilar. És una de les tres esglésies parroquials de Formentera –juntament amb la de Sant Francesc Xavier i la de Sant Ferran de ses Roques.
El 29 de març de 1996 el Consell Insular d'Eivissa i Formentera va declarar l'església Bé d'Interés Cultural en la categoria de Conjunts Historicoartístics.

## Història
L'any 1771 els habitants del Pilar de la Mola van demanar permís a l'arquebisbe Joan Lario per a edificar una església a la població. Al mateix any, un cop concedit el dret, va començar la construcció del temple. L'edifici fou finalitzat i consagrat pel primer bisbe d'Eivissa el 1784, any en què es fundà la població del Pilar de la Mola. El 1925 fou ampliada per primera vegada. Actualment, gràcies a més ampliacions posteriors, també fa la funció de sala d'actes parroquial.

## Edifici
L'església, de senzilles proporcions, es compon d'una única nau rectangular amb l'accés principal sobre l'eix. És de planta única i amb coberta de volta de canó. És la més semblant a les esglésies de l'illa d'Eivissa, ja que té un pòrtic d'entrada bastant ample i està totalment pintada de blanc per fora. La campana de dins l'espadanya té una inscripció en llatí que diu «Harmanus Walbroek me fecit anno 1774 Rotterdam» ("Harmanus Walbroek em va fer a Rotterdam l'any 1774"), per la qual cosa es creu que prové d'un vaixell holandès. Antigament la seu de l'Ajuntament de Formentera –conegut com la Casa del Poble– havia estat adossada a la façana de l'església.